# Мастиленочерно сърце
Мастиленочерно сърце (на английски: The Ink Black Heart) е детективски роман от 2022 г., написан от Джоан Роулинг и публикуван под псевдонима Робърт Галбрейт. Това е шестият роман от поредицата детективски романи за Корморан Страйк.
В България романът е издаден на 7 декември 2022 г. от издателство „Колибри“ в превод на Надя Баева.

## Сюжет
Изплашената Еди Ледуел пристига в офиса на детективите, молейки се да говори с Робин Елакот. Еди, която е съавторка на популярната анимация „Мастиленочерно сърце“, е преследвана от мистериозен човек в интернет, който нарича себе си Аномия. Еди трябва да разбере кой е този човек. Робин решава, че агенцията не може да помогне в такъв случай – и не споменава случая отново, докато няколко дни по-късно не пристигат шокиращите новини – Еди е отвлечена, като е използван електрошоков пистолет, и убита в гробището Хайгейт – място на събитията от „Мастиленочерно сърце“. Робин и нейният партньор Корморан Страйк започват разследване в опит да установят самоличността на Аномия и навлизат в лабиринт от онлайн псевдоними, бизнес интереси и семейни конфликти.

## Отзиви
През първата седмица на продажба в Обединеното кралство от Мастиленочерно сърце са продадени 50 738 копия, което го поставя на първо място в официалния списък на 50-те най-продавани книги в Обединеното кралство.
Джейк Керидж от „Дейли Телеграф“ оценява книгата с 3 от 5 звезди, описвайки поредицата като цяло „добра успокояваща криминална фантастика“, но критикувайки „Мастиленочерно сърце“ за обема, заявявайки, че „не изглежда да има повече дълбочина в историята, отколкото по-ранните [книги от поредицата]“. Авторът Марк Сандерсън, пишещ в „Таймс“, по подобен начин критикува обема на книгата.
Сюжетът, в който жена е убита, след като е обвинена в трансфобия (наред с други предразсъдъци), се сравнява с предишните противоречиви коментари на Роулинг в реалния живот относно транссексуалните хора. Роулинг отрича твърденията, че книгата е вдъхновена от нейните собствени противоречия, заявявайки: „Бях написала книгата, преди някои неща да ми се случат онлайн“.